# Universal Mother
Universal Mother is het vierde studioalbum van de Ierse zangeres Sinéad O'Connor, uitgebracht op 13 september 1994.

## Achtergrond
In een interview gaf O'Connor aan dat dit album een poging was om bloot te leggen wat onder veel van de pijn en woede van de drie eerdere platen zat. Volgens O'Connor was George Michael erg onder de indruk van de plaat maar kon hij er vanwege de pijnlijke en persoonlijke teksten niet goed naar luisteren.  In 1993 ging O'Connor zanglessen de stijl van belcanto volgen en dit is van invloed geweest op de stijl van het album.
Het openingsnummer, Germaine, bevat een opname van de feminist Germaine Greer die spreekt over samenwerking als alternatief voor het patriarchaat. Het korte nummer Am I Human is geschreven door de destijds zevenjarige zoon van O'Connor, Jake Reynolds. Famine gaat over de Ierse hongersnood uit de 19e eeuw. In dit nummer wordt een couplet van het Beatlesnummer Eleanor Rigby gezongen. Het laatste nummer op het album, Thank You for Hearing Me, beschrijft het stuklopen van de relatie van O'Connor met de Britse muzikant Peter Gabriel.
De albumhoes is geschilderd door O'Connor, geïnspireerd door een rebirthingsessie waar ze aam mee deed.

## Ontvangst
In de muziekpers werd het album gemengd ontvangen. Het werd duidelijk beter ontvangen dan voorganger Am I Not Your Girl? maar minder goed dan O'Connors eerste twee albums. Het album haalde de top 20 van de albumlijsten in Nederland, Oostenrijk, het VK, Zweden en Zwitserland. In Oostenrijk, Canada en het VK leverde het album O'Connor een gouden plaat op. Van het album zijn drie nummers op single uitgebracht: Thank You for Hearing Me, Fire on Babylon en Famine.

## Tracklijst
1. Germaine - 0:38
2. Fire on Babylon - 5:11
3. John I Love You - 5:31
4. My Darling Child - 3:09
5. Am I a Human? - 0:24
6. Red Football - 2:48
7. All Apologies - 2:37
8. A Perfect Indian - 4:22
9. Scorn Not His Simplicity - 4:26
10. All Babies - 4:29
11. In This Heart - 3:11
12. Tiny Grief Song - 1:46
13. Famine - 4:56
14. Thank You for Hearing Me - 6:25

## Bezetting
- Sinéad O'Connor – zang, piano
- John Reynolds – drums
- Dave Clayton – keyboards
- Marco Pirroni – gitaar
- Ivan Gilliland – gitaar
- Nicky Scott, – bas
- Matthew Seligman – bas
- Clare Kenny – bas
- Phil Coulter – piano, keyboards
- John O'Cane – cello